# Paradisier de Wahnes
Parotia wahnesi
Vous pouvez aider à l'améliorer ou bien discuter des problèmes sur sa page de discussion.
- Certaines informations devraient être mieux reliées aux sources mentionnées dans la bibliographie ou les liens externes. Améliorez sa vérifiabilité en les associant par des références. (Marqué depuis février 2024)
- Il ne s’appuie pas, ou pas assez, sur des sources secondaires ou tertiaires. (Marqué depuis février 2024)

- Archive Wikiwix
- Bing
- Cairn
- DuckDuckGo
- E. Universalis
- Gallica
- Google
- G. Books
- G. News
- G. Scholar
- Persée
- Qwant
- (zh) Baidu
- (ru) Yandex
- (wd) trouver des œuvres sur Wikidata

Espèce
Statut de conservation UICN

 NT  : Quasi menacé
Statut CITES
Le Paradisier de Wahnes (Parotia wahnesi) ou paradisier à longue queue, est une espèce de passereaux de la famille des Paradisaeidae.
Son nom est attribué à l'entomologiste et ornithologue allemand Karl Wahnes (en) (1835-1910).

## Répartition
Cet oiseau est endémique des forêts de la péninsule de Huon et des monts Adelbert.

## Habitat
Le Paradisier de Wahnes est confiné aux forêts de moyennes montagnes entre 1 300 et 1 600 m d’altitude sur le site d’Adelbert et entre 1 100 et 1 700 m dans la péninsule de Huon (Frith & Frith 2009).

## Alimentation
Des fruits sont prélevés dans les frondaisons et des insectes sont recherchés dans les plantes épiphytes et dans de la mousse (Frith & Frith 2009). Ottaviani (2012) a montré, photo à l’appui, que l’espèce consomme des grains d’un pandanus rouge Pandanus conoideus, pandanacée.

## Parade nuptiale
Sa parade nuptiale est fondamentalement similaire à celle du Paradisier de Lawes. Elle s’en distingue par un faible nettoyage de l’aire avant la parade, un déploiement de la touffe nasale mais sans le recouvrement par les plumes frontales, l’orientation en avant des filets avant que l’oiseau ne se tienne droit, l’utilisation des ailes et de la queue quand il est accroupi sur le sol. Les auteurs ont comptabilisé 46 éléments composant la parade (Frith & Frith 2009).
Scholes (2008) a montré que le mâle du Paradisier de Wahnes, comme celui du Paradisier de Lawes, possède 11 types différents de parade nuptiale organisés sur sept niveaux de complexité et, étonnamment, un nombre d’éléments (58) similaire à celui du Paradisier de Carola, une espèce présentant presque le double (20) de types de parade.

## Statut
L’espèce est considérée comme « vulnérable » en raison de son aire restreinte et de sa population totale estimée entre 2500 et 10 000 individus. Elle s’inscrit dans un contexte de déclin assez récent lié au développement de la population humaine empiétant sur son territoire (campements, agriculture). L’espèce est protégée par une loi gouvernementale et le Tree Kangaroo Conservation Project travaille sur le terrain pour la mise en place d’un important site de protection dévolu, entre autres, à cette espèce dans le nord de Huon (BirdLife International 2011, Ottaviani 2012).